# Lay-duce
Lay-duce, Inc. (Nhật: 株式会社Lay-duce Hepburn: Kabushiki-gaisha Rei-dyūsu) là một xưởng phim hoạt hình Nhật Bản được thành lập vào năm 2013 bởi nhà sản xuất cũ của Bones là Norimoto Yonai.

## Tác phẩm

### Anime truyền hình
| Năm            | Tựa đề                                    | Ngày phát sóng | Ngày phát sóng | Đạo diễn                     | Số tập | Ghi chú                                                                       | Nguồn  |
| Năm            | Tựa đề                                    | Bắt đầu        | Kết thúc       | Đạo diễn                     | Số tập | Ghi chú                                                                       | Nguồn  |
| -------------- | ----------------------------------------- | -------------- | -------------- | ---------------------------- | ------ | ----------------------------------------------------------------------------- | ------ |
| 2014           | Go! Go! 575                               | 9 tháng 1      | 30 tháng 1     | Anzai Takebumi               | 4      | Dựa trên một dự án đa phương tiện do Sega sáng tạo. Hợp tác sản xuất với C2C. | [ 2 ]  |
| 2015           | Classroom Crisis                          | 3 tháng 7      | 25 tháng 9     | Nagasaki Kenji               | 13     | Tác phẩm gốc.                                                                 | [ 3 ]  |
| 2016           | Magi: Sinbad no Bōken                     | 23 tháng 4     | 2 tháng 7      | Miyao Yoshikazu              | 13     | Chuyển thể từ bộ manga cùng tên của Ohtaka Shinobu.                           | [ 4 ]  |
| 2017           | Kokuhaku Jikkō Iinkai: Ren'ai Series      | 24 tháng 11    | 30 tháng 12    | Nanba Hitoshi Tsukada Takurō | 6      | Dựa trên một bài hát Vocaloid của HoneyWorks.                                 | [ 5 ]  |
| 2018           | Release the Spyce                         | 7 tháng 10     | 23 tháng 12    | Sato Akira                   | 12     | Tác phẩm gốc.                                                                 | [ 6 ]  |
| 2019           | Araburu kisetsu no otome-domo yo          | 5 tháng 7      | 20 tháng 9     | Ando Masahiro Tsukara Takurō | 12     | Chuyển thể từ bộ manga do Okada Mari viết và Emoto Nao vẽ minh họa.           | [ 7 ]  |
| 2021           | I★Chu: Halfway Through the Idol           | 6 tháng 1      | 24 tháng 3     | Nanba Hitoshi                | 12     | Dựa trên trò chơi điện tử I-chu của Liber Entertainment.                      | [ 8 ]  |
| 2022           | Gunjō no Fanfāre                          | 2 tháng 4      | 25 tháng 6     | Katō Makoto                  | 13     | Tác phẩm gốc.                                                                 | [ 9 ]  |
| 2022           | Heroine Tarumono!                         | 7 tháng 4      | 23 tháng 6     | Hashimoto Noriko             | 12     | Dựa trên một bài hát Vocaloid của HoneyWorks.                                 | [ 10 ] |
| 2023           | Tomo-chan wa Onnanoko!                    | 5 tháng 1      | 30 tháng 3     | Nanba Hitoshi                | 13     | Chuyển thể từ manga của Yanagida Fumita.                                      | [ 11 ] |
| 2025           | #Compass 2.0 Sentō Setsuri Kaiseki System |                |                | Nanba Hitoshi                |        | Dựa theo trò chơi điện tử Compass                                             | [ 12 ] |
| Chưa thông báo | Clevatess                                 |                |                | Taguchi Kiyotaka             |        | Dựa theo manga của Iwahara Yuji.                                              | [ 13 ] |

### Phim dài
| Tựa đề                               | Ngày phát sóng    | Đạo diễn                     | Thời lượng | Ghi chú                                          | Nguồn  |
| ------------------------------------ | ----------------- | ---------------------------- | ---------- | ------------------------------------------------ | ------ |
| Fate/Grand Order: First Order        | 31 tháng 12, 2016 | Nanba Hitoshi                | 72 phút    | Dựa trên trò chơi smartphone Fate/Grand Order.   | [ 14 ] |
| Fate/Grand Order: Moonlight/Lostroom | 31 tháng 12, 2017 | Nanba Hitoshi Tsukada Takurō | 33 phút    | Phần tiếp theo của Fate/Grand Order: First Order | [ 15 ] |

### Original video animation (OVA)
| Tựa đề                | Ngày phát hành                         | Đạo diễn        | Số tập | Ghi chú                                       | Nguồn         |
| --------------------- | -------------------------------------- | --------------- | ------ | --------------------------------------------- | ------------- |
| Magi: Sinbad no Bōken | 16 tháng 5 năm 2014 – 15 tháng 5, 2015 | Miyao Yoshikazu | 5      | Tiền truyện của Magi: The Labyrinth of Magic. | [ 16 ] [ 17 ] |
| YuruYuri,             | 13 tháng 11 năm 2019                   | Yamagishi Saigo | 1      | Phần tiếp theo của YuruYuri San Hai!.         | [ 18 ]        |
| Rising Impact         | 22 tháng 6, 2024 - 6 tháng 8, 2024     | Nanba Hitoshi   |        | Chuyển thể từ manga cùng tên.                 | [ 19 ]        |